# 뱀파이어에 관한 아주 특별한 다큐멘터리
《뱀파이어에 관한 특별한 다큐멘터리》(영어: What We Do in the Shadows)는 2014년 뉴질랜드, 2015년 미국에서 개봉한 뉴질랜드, 미국의 영화이다.

## 캐스팅
- 저메인 클레멘트 : 블라디슬라브 역
- 타이카 와이티티 : 비아고 역
- 조너선 브러 : 디컨 역
- 잭키 반 빅 : 재키 역
- 라이스 다비 : 안톤 역

## 수상
- 2014년 제18회 부천국제판타스틱영화제 월드 판타스틱 시네마
- 2014년 제64회 베를린국제영화제 제너레이션 케이플러스
- 2014년 제39회 토론토국제영화제 수상 미드나잇 매드니스 관객상 (타이카 와이티티)
- 2014년 제30회 선댄스영화제 미드나잇
- 2014년 제51회 금마장 미드나잇 익스프레스
- 2014년 제63회 멜버른 국제 영화제 심야 상영
- 2014년 제49회 카를로비바리 국제 영화제 심야 상영 부문
- 2014년 제34회 하와이국제영화제 태평양 쇼케이스
- 2014년 제47회 시체스영화제 수상 오피셜 판타스틱 - 특별언급 (타이카 와이티티)
- 2014년 제30회 바르샤바 국제영화제 수상 관객상 (타이카 와이티티)
- 2014년 제12회 자그레브 영화제 메인 프로그램 - 투게더 어게인
- 2014년 제29회 마르델플라타 국제영화제 세계카톨릭미디어협회(SIGNIS) 특별언급
- 2014년 제10회 취리히 영화제 특별 상영작
- 2015년 제35회 홍콩 국제 영화제 아이 시 잇 마이 웨이
- 2015년 제22회 제라르메 국제판타스틱영화제 비경쟁부문
- 2015년 제15회 라스팔마스 국제 영화제 기이한 밤
- 2015년 제5회 북경국제영화제 내셔널 참
- 2016년 제42회 새턴 어워즈 최우수 호러상
- 2018년 제6회 디아스포라 영화제 디아스포라의 눈